# Тукурингра
Хребетът Тукурѝнгра (на руски: Тукурѝнгра) е среднопланинска верига в Далечния Изток, разположена в северната част на Амурска област, а крайната му източна част в Хабаровски край, Русия.
Простира се на протежение около 600 km почти по паралела от долината на река Олдой (ляв приток на Амур) на запад до долината на река Шевли (десен приток на Уда) на изток. На север се спуска към Горнозейската, а на юг – към Амурско-Зейската равнина. Ширина 40 – 70 km.
Цялата планинска верига е съставена от 4 обособени хребета, разделени помежду си от ниски седловини и речни долини: Янкан – Тукурингра – Соктахан – Джагди.
- Хребетът Янкан се простира на протежение от 110 km в най-западната част на планинската верига, между долината на река Олдой и планинската седловина, по която е прокарана Амуро-Якутската автомагистрала на изток. Максимална височина 1382 m, разположена в най-западната му част.
- Хребетът Тукурингра се простира на протежение от 230 km в централната част на планинската верига, между планинската седловина, по която е прокарана Амуро-Якутската автомагистрала на запад и проломът на река Зея (ляв приток на Амур) на изток. Максимална височина 1605 m (54°26′30″ с. ш. 125°27′07″ и. д. / 54.441667° с. ш. 125.451944° и. д.), разположена в западната му част.
- Хребетът Соктахан се простира на протежение от 100 km в централната част на планинската верига, между проломът на река Зея на запад и Депско-Огоронската котловина на изток. Максимална височина връх Бекелдеул 1470 m, разположен в най-западната му част.
- Хребетът Джагди се простира на протежение от 210 km в източната част на планинската верига, между Депско-Огоронската котловина на запад и долината на река Шевли (десен приток на Уда) на изток. Максимална височина 1546 m, разположена в централната му част.[1]

Преобладаващите височини в цялата планинска верига са от 800 до 1200 m, като билото е предимно плоско. Изградена е от метаморфни шисти и пясъчници. Проявява се силна сеизмична дейност. Разработват се находища на злато, киновар, желязна руда и др. От нея водят началото си реките: Голям Олдой (ляв приток на Олдой); Долен Уркан (с Тинда и Арби), Деп, Темна, Горен Уркан и др. притоци на Зея; Нора с Дугда (десен приток на Селемджа); Уда с притока си Шевли и др. По склоновете на планината на височина до 1000 – 1200 m растат гори от лиственица и бяла бреза, а на горната граница на гората – смърчова хвойна. Подножията на южните склонове са заети с гори от черна бреза с примеси от монголски дъб и представители на манджурската флора – липа, лимонник и др. (тук преминава крайната северна граница на тяхното разпространение). Нагоре следват участъци с кедров клек, брезов ерник и обширни каменисти пространства (куруми).
В пролома на река Зея (т.н. Зейски Врати) е изградена преградната стена на голямото Зейско водохранилище. Западната част на планината се пресича от участък от Амуро-Якутската автомагистрала и жп линията свързваща Транссибирската жп магистрала (жп станция БАМ) на юг с Байкало-Амурската жп магистрала (станция Тинда) на север. През източната част на планинската верига, между хребетите Соктахан и Джагди преминава участък от Байкало-Амурската жп магистрала.

## Топографски карти
- N-52 1:1000000[2]